# Combined Air Operations Centre Torrejon
Il Combined Air Operations Centre di Torrejon, (Spagna) è il comando NATO che controlla lo spazio aereo dell'Alleanza a sud delle Alpi. Lo spazio aereo a nord delle Alpi è di competenza del Combined Air Operations Centre Uedem.

## Storia
Nel vertice NATO di Lisbona del 2010, i capi di stato e di governo dell'Alleanza si accordarono per implementare il nuovo concetto strategico della NATO e per riorganizzare la sua struttura militare di comando. Uno degli elementi della nuova struttura di comando era la creazione del CAOC di Torrejon. Esso è stato istituito nel gennaio 2013 e ha raggiunto la capacità operativa iniziale nel luglio 2013, mentre la piena capacità operativa è stata raggiunta nell'ottobre 2014.

## Missione
Mentre il CAOC Uedem  è competente per il controllo dello spazio aereo NATO a nord delle Alpi, il CAOC Torrejon è competente per il controllo dello spazio aereo a sud delle Alpi, dalle Isole Canarie alla Turchia e dalle Isole Azzorre alla Romania. L'Allied Air Command, dalla Base aerea di Ramstein, comanda entrambi i CAOC.
Il compito del CAOC Torrejon, come quello di Uedem, è di pianificare, dirigere, coordinare e monitorare gli assetti della difesa aerea e in generale delle operazioni aeree dei paesi membri della NATO.
Per svolgere la propria missione di sorveglianza dello spazio aereo di competenza, il CAOC Torrejon ha il comando tattico di tutti i radar sparsi nell'Europa meridionale, di tutti i centri di riporto e controllo degli spazi aerei nazionali e di tutti i caccia intercettori alleati in servizio di allarme al sud, ai quali, in caso di necessità, assegna l'ordine di Scramble.
Il personale del CAOC Torrejon è fornito in gran parte dall'Ejército del Aire, l'Aeronautica Militare Spagnola, e per la restante parte dai militari degli altri paesi membri dell'Alleanza. Il comandante del CAOC è un generale di divisione spagnolo.
Il Centro è composto da una componente statica dedicata al controllo dello spazio aereo, e da una componente proiettabile.
Il CAOC Torrejon e il CAOC Uedem sono inseriti nel NATO Integrated Air and Missile Defence System.